# Pulsatilla celakovskyana
Pulsatilla celakovskyana är en ranunkelväxtart som beskrevs av Karel Domin. Pulsatilla celakovskyana ingår i släktet pulsatillor, och familjen ranunkelväxter. Inga underarter finns listade i Catalogue of Life.